# Greg Phillinganes
Greg Phillinganes, właśc. Gregory Arthur Phillinganes (ur. 12 maja 1956 w Detroit) – amerykański klawiszowiec, muzyk sesyjny, producent muzyczny. 

## Życiorys
Współpracował z takimi artystami jak Stevie Wonder, Michael Jackson, Lionel Richie, Eric Clapton, George Benson, Aretha Franklin, Paul McCartney, Quincy Jones. W 2004 roku jako klawiszowiec dołączył do grupy Toto, w czasie koncertów zastępując Davida Paicha. W tym samym roku razem z Steve'em Lukatherem i Marcusem Millerem brał udział w nagrywaniu płyty polskiego zespołu rockowego Budka Suflera.
Kierownik muzyczny na światowych trasach koncertowych Bad i Dangerous Michaela Jacksona.

## Wybrana dyskografia
Albumy solowe
- 1981 Significant Gains
- 1984 Pulse

jako muzyk sesyjny
- 1976 Songs in the Key of Life (Stevie Wonder)
- 1979 Off the Wall (Michael Jackson)
- 1981 The Dude (Quincy Jones)
- 1981 The Nightfly (Donald Fagen)
- 1982 Thriller (Michael Jackson)
- 1983 Hearts and Bones (Paul Simon)
- 1986 August (Eric Clapton)
- 1987 Bad (Michael Jackson)
- 1991 Dangerous (Michael Jackson)
- 2006 Falling In Between (Toto)
- 2007 Falling In Between Live (Toto)
- 2009 More to Say (Terri Lyne Carrington)

## Filmografia
- "Nathan East: For the Record" (2014, film dokumentalny, reżyseria: Chris Gero, David Maxwell)[2]
- "Hired Gun" (2016, film dokumentalny, reżyseria: Fran Strine)[3]